# Joshua James (Seenotretter)

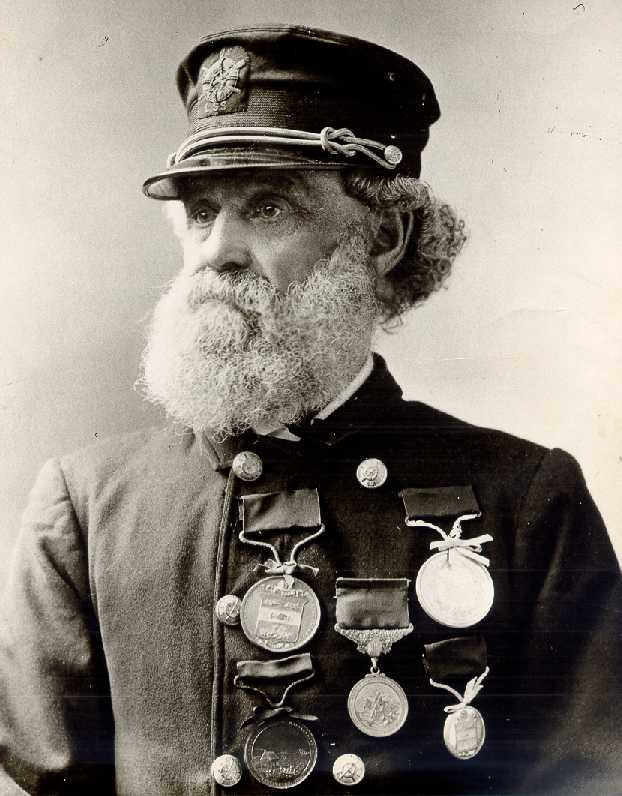
Joshua James mit Auszeichnungen

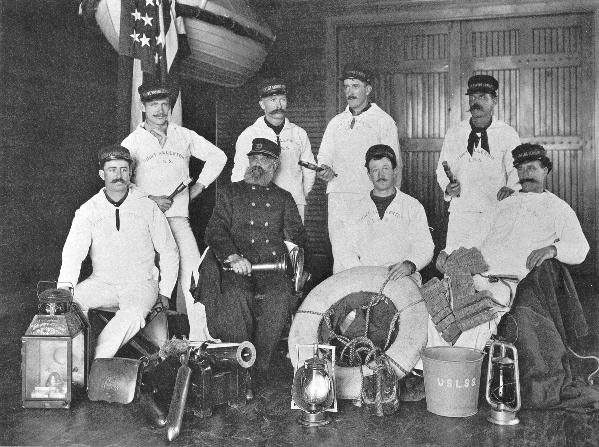
Joshua James mit Mannschaft in Point Allerton

Joshua James (* 22. November 1826 in Hull, Massachusetts; † 19. März 1902) war ein hoch dekorierter amerikanischer Seenotretter und Kapitän, der in sechzig Dienstjahren für die Massachusetts Humane Society und den U.S. Life-Saving Service in zahlreichen Einsätzen über 600 Menschen aus Seenot rettete, ohne ein Mitglied seiner Mannschaft zu verlieren.

## Leben
Joshua James trat 1842 mit fünfzehn Jahren den Freiwilligen der Massachusetts Human Society in Hull bei. 1876 wurde er zuständig für die Rettungsstation Point Allerton und führte zahlreiche Seenotrettungen durch, ohne dass er jemals ein Mitglied seiner Rettungsmannschaften verlor. Besonders bekannt wurde er durch die Rettung von jeweils mehreren Schiffsmannschaften bei besonders gefährlichen Wetterbedingungen:
- Am 1. Januar 1882 rettete er im Schneesturm die Besatzungen der Bucephalus und der Nellie Walker.
- Im großen Orkan von 1888 rettete er am 25. und 26. November die Besatzungen von fünf Schiffen (Cox and Green, Gertrude Abbott, Berta F. Walker, H.C. Higginson und Mattie E. Eaton) sowie zwei in Seenot geratene Wrackdiebe von der Alice.[1] Die Sturmkosten für die Seefahrt in dem gefährdeten Gebiet führten dazu, dass 1889 die staatliche Rettungsstation Point Allerton mit einer bezahlten Mannschaft unter dem Dach des U.S. Life-saving Service mit dem 62-jährigen James als Leiter eingerichtet wurde.
- Im großen Sturm von 1898 retteten er mit seiner Mannschaft vom Morgen des 27. November an in 48 Stunden verschiedene in Seenot geratene Menschengruppen.

Joshua James verstarb 1902 kurz nachdem er ein Rettungsboot verließ, auf dem er mit 75 Jahren noch das Rudern in der Brandung zur Übung der Mannschaft kommandiert hatte.

## Auszeichnungen
- 1850 Bronzemedaille der Human Society für die Verdienste bei der Rettung der Besatzung der Delaware.
- 1886 Silbermedaille der Human Society für mehr als 40 Dienstjahre und die Rettung von mehr als 100 Menschen.
- Lifesaving Medal in Gold und Goldmedaille der Human Society für die Rettungsfahrten im Orkan am 25. und 26. November 1888
- Die USCGC James (WMSL-754), ein Schiff der Legend-Klasse (127 m) ist nach ihm benannt.